# Nicolás Rodríguez (Segler)
Nicolás Rodríguez García-Paz (* 30. April 1991 in Vigo) ist ein spanischer Segler.

## Erfolge
Nicolás Rodríguez wurde in der 470er Jolle mit Jordi Xammar bei den Weltmeisterschaften 2018 in Aarhus ebenso Dritter wie 2021 in Vilamoura. Dazwischen wurden sie 2019 in Enoshima Vizeweltmeister. Darüber hinaus belegten sie 2017 in Monaco den dritten sowie 2019 in Sanremo und 2021 in Vilamoura jeweils den zweiten Platz bei Europameisterschaften.
Bei den 2021 ausgetragenen Olympischen Spielen 2020 in Tokio bildeten Rodríguez und Jordi Xammar ebenfalls ein Team. Sie qualifizierten sich dabei in ihrer Konkurrenz nach unter anderem zwei gewonnenen Wettfahrten für das abschließende Medal Race. In diesem verteidigten sie dank eines fünften Platzes ihre Gesamtplatzierung von Rang drei und gewannen mit 55 Gesamtpunkten hinter den siegreichen Australiern Mathew Belcher und William Ryan mit 23 Punkten sowie den Schweden Anton Dahlberg und Fredrik Bergström mit 45 Punkten die Bronzemedaille.